# Pascual Bravo
Pascual Bravo Echeverri (Rionegro, 2 de julio de 1838-Marinilla, 4 de enero de 1864) fue un político y militar colombiano. Fue Presidente del Estado Soberano de Antioquia entre 1863 a 1864.
Estudió en Medellín y Sonsón, destacándose tempranamente como escritor. Tras finalizar los estudios secundarios, se trasladó a Rionegro para alternar entre sus negocios agropecuarios y el estudio de la economía y el derecho. Hizo parte del Partido Liberal y defendió sus propuestas y la oposición al gobierno de Mariano Ospina Rodríguez, desde la prensa; en abril de 1861 se enroló en el ejército liberal que invadió Antioquia, pero fue capturado por los conservadores en junio del mismo año. En 1862 fue liberado, tras la victoria de las tropas del General Tomás Cipriano de Mosquera, quien lo designó como Prefecto de Occidente (jurisdicción de Santa Fe de Antioquia). Fue elegido diputado de la Legislatura de Antioquia en 1862, que lo escogió como Tercer Designado, y en 1863 hizo parte de la Convención de Rionegro, que promulgó la Constitución de los Estados Unidos de Colombia. Se encargó de la Presidencia del Estado durante unos días de enero de 1863, por ausencia del titular Antonio Mendoza, a quien sustituyó definitivamente, tras su destitución, el 16 de abril de este año; para esta elección derrotó a Salvador Camacho Roldán.
Como Presidente, Bravo emprendió la recuperación de la Casa de la Moneda de Medellín; así mismo fundó la Gaceta Oficial del Estado, una penitenciaría y una escuela de artes y oficios. Debido a sus medidas anticlericales, en línea con el gobierno nacional que encabezaba Mosquera, le valieron la formación de una oposición armada de parte del Partido Conservador. En el combate de Cascajos, cerca de Marinilla, el presidente Pascual Bravo fue alcanzado por una bala y murió en batalla.